# 叙利亚内战各方反应
对于叙利亚内战，国际各方所持态度不一，有支持總統巴沙尔·阿萨德的一方，也有要求巴沙爾下台的一方。阿拉伯联盟、联合国以及西方各国政府强烈谴责2011年叙利亚政府针对抗议者的暴力打压和控制，并认为这导致了叙利亚内战的发生。许多中东国家政府一开始支持政府及其“安全措施”，但随着死亡人数的上升，尤其是在哈马，中东国家政府变得更为中立，同时谴责政府和反对派的暴力行为。俄罗斯和中国针对联合国对叙利亚政府实行制裁的两项计划投了否决票。

## 国际和平行动
自2011年底，阿拉伯联盟、俄罗斯和联合国已发起多项和平计划。在联合国支持下，第二届日内瓦中东和平会议于2014年1月22日召开。

## 超国家机构

### 联合国

#### 2011年声明
3月18日，联合国秘书长潘基文表示，叙利亚当局针对反对派所使用的武力是“不可接受”的。
3月22日，联合国人权事务专员纳维·皮拉伊督促叙利亚政府检视其暴力行动。

#### 人权理事会
2011年3月22日，“阿拉伯叙利亚共和国问题独立国际调查委员会”由联合国人权理事会组织建立，用于调查叙利亚内战期间违反人权的行为。2012年9月，该调查委员会专员改由卡拉·德尔蓬特和威迪·蒙丹蓬担任。
2011年4月29日，联合国人权理事会应美国要求，在位于瑞士日内瓦的总部紧急召开叙利亚问题特别会议，结果以美国、英国、法国、日本、韩国、巴西、墨西哥、挪威、瑞士等26个国家投票赞成，中国、俄罗斯、古巴、巴基斯坦、马来西亚、孟加拉国、厄瓜多尔、加蓬和毛里塔尼亚9个国家反对，沙特阿拉伯、泰国、乌克兰、尼尔利亚、喀麦隆、吉布提、乌干达7个国家弃权，巴林、卡塔尔、约旦和安哥拉4个国家缺席的表决结果获得通过，该决议谴责叙利亚当局对和平示威者使用致命暴力以及阻碍医疗救助渠道；并强调叙利亚当局必须开展可信和公正的调查，对袭击和平示威的人予以追究；决议要求联合国人权高级专员办公室立即派遣一个小组，对所有被指违反国际人权法的行为和罪行进行调查。叙利亚大使哈穆伊反对召开这次会议；中国常驻联合国日内瓦办事处代表何亚飞大使则表示反对国际势力干涉一国内政；美国负责人权事务的大使多纳霍则呼吁各联合国会员国反对叙利亚参加联合国人权理事会会员资格的竞选，他说将枪口对准自己人民的政府，没有资格成为人权理事会成员。
2011年11月28日，联合国人权理事会调查委员会根据所收集的证据得出的报告称：叙安全部队在全国各地持续严重有系统地镇压和平示威者的行为已构成危害人类罪。
2011年12月2日，联合国人权理事会以47个成员中的37票赞成，俄罗斯、中国、古巴和厄瓜多尔4票反对，印度、乌干达等6个国家弃权的表决结果通过了欧盟提出的决议草案：决议敦促叙当局立即停止大规模侵犯人权的行为，并呼吁联合国相关组织采取适当行动；设立一名特别报告员以负责监督和汇报叙利亚的人权状况。
2012年3月1日，联合国人权委员会就土耳其提出的一项决议进行投票，结果以37票赞成，中国、俄罗斯和古巴3票反对，3票弃权的结果获得通过，决议谴责叙当局广泛侵犯人权，呼吁叙立即停止对平民的所有攻击行动，以及让援助组织不受阻碍地进入叙境内。
2012年3月23日，联合国人权理事会以41票赞成，俄罗斯、中国、古巴3票反对，2票弃权的表决结果通过了针对叙人权状况的决议草案，决议谴责叙当局严重侵犯人权的暴行，决定延长调查叙利亚人权状况的独立调查委员会的任期。
2012年6月1日，联合国人权理事会以41票支持，俄罗斯、古巴、中国三票反对，厄瓜多尔和乌干达两票弃权的结果通过了谴责叙利亚政府和亲政府民兵实施胡拉镇屠杀事件。
2012年7月6日，人权理事会第20次常会以41票赞成，俄罗斯、中国和古巴3票反对，以及印度、菲律宾和乌干达3票弃权的表决结果予通过了由美国等国提出的一份对叙利亚境内的暴力及侵犯人权行为予以谴责的草案。决议强烈谴责叙境内各种严重侵犯人权尤其是叙政府和亲政府民兵的暴力行为，要求叙各方停止一切暴力，执行安南的六点和平计划。

#### 安全理事会
2011年8月3日，安理会就叙利亚局势通过一项主席声明，谴责叙利亚当局对平民使用武力；声明重申尊重叙利亚的主权，独立和领土完整；声明强调，解决叙利亚当前危机的唯一途径是通过包容性的和由叙利亚主导的政治进程，目的在于有效解决人民的合理期望和关切，允许全体人民全面享有基本自由，包括言论与和平集会自由；安理会呼吁叙利亚缓解受危机影响地区的人道主义状况，允许国际人道主义机构迅速和不受阻碍地进入受影响的城镇，同时与联合国人权高级专员办公室全面合作。
2011年10月4日，俄罗斯和中国否决了一项由欧洲提出的联合国安理会谴责阿萨德政府的草案。该草案的目的是在政府军持续打击反对派的情况下，通过一些有针对性制裁对叙利亚政府形成威胁。
2011年12月，俄罗斯提出一项草案，旨在同时谴责叙利亚政府军和反对派。
2012年1月31日，安理会针对由西方国家和阿拉伯国家共同提出的决议进行讨论，决议要求立即停止军事行动。该决议支持阿拉伯联盟最新（2011年12月）提出的和平计划，并要求阿萨德让位。2月4日，俄罗斯和中国否决了该决议。
2012年北京時間2月5日凌晨，聯合國安理會以13票赞成、2票反对、0票弃权的投票结果再次对美国、欧盟以及阿拉伯国家联盟提出的谴责叙利亚的决议草案进行表决，由于常任理事国中国和俄罗斯行使否决权，决议未能获得通过。
2012年5月27日下午，联合国安理会召开紧急会议对胡拉屠杀事件进行闭门磋商，并发表媒体声明对这一事件表示严厉谴责。潘基文秘书长、联合国-阿盟叙利亚问题联合特使科菲·安南以及联大主席纳赛尔发表声明，以最强烈的措辞谴责这起严重暴行。安理会15个成员国发表一致声明说，以“最强烈的可能的措辞”谴责叙利亚政府“针对一个居民区所实施的一系列火炮和坦克炮击行为”，再次要求巴沙尔将重型武器从叙利亚各个城镇中撤出。“安理会成员国重申，各方所使用的各种形式的暴力行为必须停止。对暴力行为负责的人必须承担责任。”
2012年7月19日，联合国安理会就英国等国提交的叙利亚问题决议草案进行表决，俄罗斯和中国对决议草案投了否决票，决议草案未获通过。
2014年5月22日，联合国安理会就由法国起草的、将叙利亚问题提交国际刑事法院有关决议草案举行投票，草案谴责叙利亚当局及反政府武装践踏人权、违反国际人道主义法的行为，要求将叙利亚2011年3月爆发冲突后的一切战争罪行提交国际刑事法院审理，结果13票赞成、俄罗斯和中国投否决票，草案未获通过。这是叙利亚问题的决议草案第四次在安理会被俄中两国否决。

#### 联合国大会
2011年11月22日，由美国、英国、法国、德国、日本、韩国、沙特阿拉伯等国在联合国大会上发起谴责叙利亚当局的决议草案以122票赞成，古巴、朝鲜、伊朗、缅甸、尼加拉瓜、委内瑞拉、越南、津巴布韦等13国反对，中国、俄罗斯、印度、南非、新加坡等41票弃权的结果获得通过，该决议强烈谴责叙利亚当局持续针对本国人民实施的侵犯人权的暴力行为。
2011年12月19日，联合国大会以133个国家投票赞成，中国、俄罗斯、朝鲜和古巴等11个国家投票反对，43个国家弃权的结果通过了谴责叙利亚政府持续武力镇压示威民众的决议案。
2012年2月16日，联合国大会以137票赞成，中国、俄罗斯、朝鲜、伊朗、古巴等12票反对和17票弃权的结果通过了一项由沙特阿拉伯和埃及等国提出的谴责叙利亚当局的决议，决议要求巴沙尔·阿萨德辞职并结束全国的暴力。
2012年8月3日，第66届联合国大会以133个国家赞成，中国、俄罗斯、叙利亚、伊朗、白俄罗斯、古巴、朝鲜、玻利维亚、缅甸、尼加拉瓜、委内瑞拉和津巴布韦共12个国家反对，以及印度、哈萨克斯坦、黎巴嫩、巴基斯坦和越南等31个国家弃权的结果通过一项由沙特阿拉伯、美国等53个国家共同提交的决议：决议谴责敘政府軍对居民区使用重型火炮和战机；谴责冲突双方侵犯人权和基本自由的行径；要求当局停止使用并撤出重型火力，全面遵守各项国际法义务。

#### 对于化学武器的决议
2013年9月27日，联合国安理会通过安理会第2118号决议，要求叙利亚停止使用化学武器。

### 阿拉伯联盟

#### 2011年
8月7日，阿拉伯联盟秘书长纳比勒·阿拉比呼吁停止军事行动，特别强调叙利亚政府应该“立即停止一切暴力行为”。
8月27日，阿拉伯联盟谴责叙利亚的镇压行动，并派遣阿拉比前往叙利亚执行“紧急任务”。在9月10日与阿萨德会面后，阿拉比告诉记者，“在谈话中我了解到他对于目前局势的一些看法，同时他向我展示了为促成国家对话叙利亚政府所做的一系列努力。”
11月初，阿拉伯联盟宣布，叙利亚政府必须同意停止镇压行动、撤离军队、释放被俘者、开启与公民对话，并允许观察员和记者自由活动。
2011年11月12日，阿拉伯联盟投票决定，如果阿萨德政府在11月16日前未停止军事行动，叙利亚的成员资格将被取消，同时他们将邀请反对派参与该联盟的开罗会谈。叙利亚、黎巴嫩、苏丹、毛里塔尼亚、也门否决了该提案，伊拉克弃权。联盟警告叙利亚其可能实行的制裁。11月15日，阿拉伯联盟取消了叙利亚的成员资格。11月27日，阿拉伯國家聯盟決定對敘利亞政府實施包括凍結資產和物資禁運等方式的制裁。
12月18日，阿拉伯联盟对叙利亚表示，如果叙利亚冲突在两周内未能停止，5名联盟成员将提交草案，要求联合国安理会终止其暴力行动。卡塔尔首相、阿盟部长级委员会主席谢赫·哈马德·本·贾西姆·萨尼承认：“如果叙利亚冲突在两周内未能结束，其局势可能超出阿拉伯国家的控制范围”。

#### 2012年及以後
2012年7月23日，阿盟宣布断绝与叙利亚当局的一切外交联系，并呼吁叙境内外反对派、自由军及各有影响力政治派别立即组建过渡政府。
2013年3月6日，在开罗举行的阿盟外长会议上，全国联盟获准代表叙利亚人民拥有在该组织的合法席位。
阿盟在2013年8月31日和9月1日要求联合国介入叙利亚冲突。
2023年5月7日，阿拉伯聯盟恢復敘利亞的會員資格，並決定成立一個由約旦、沙特阿拉伯、伊拉克、黎巴嫩、埃及和阿盟秘書長組成的部長級委員會，繼續與敘利亞政府直接對話，以達成全面解決敘利亞危機的方案。

### 欧盟
2011年3月22日，欧盟对外政策高级代表凱瑟琳·艾希頓表态说，欧盟强烈谴责叙利亚发生的针对和平示威者使用武器进行的暴力镇压行动。5月9日晚，欧盟理事会宣布对叙利亚实施制裁，制裁措施包括禁止向叙利亚出口武器或可用于国内镇压的装备，并冻结13名“应对暴力镇压平民负责的”官员及相关人员的资产并禁止向他们发放签证。凱瑟琳·艾希頓随后发表声明说，“欧盟采取的这些措施旨在促使叙利亚领导者立即改变政策”，“欧盟敦促叙利亚立即终止暴力，启动真正而全面的改革，否则欧盟将考虑依据事态发展进一步扩大对叙利亚的制裁，包括对最高领导人采取制裁措施”。造成136人死亡的哈马武装袭击发生后，艾希頓于7月31日重申了欧盟的谴责。
截至2012年1月23日，已有38家叙利亚企业和108名叙政府与军队高官被欧盟列入制裁名单。2012年2月16日，欧洲议会通过一项决议：要求欧盟所有成员国召回驻叙大使，停止跟叙当局的外交联系，对叙当局实行新的制裁；谴责叙的暴力升级，要求阿萨德下台；呼吁欧盟加强对叙反对派的支持。2012年3月23日，欧盟再次扩大对叙利亚当局的制裁，共有包括叙利亚总统阿萨德的妻子、母亲、妹妹以及阿萨德妻子的姐妹在内的12名叙利亚人和2家叙利亚企业因“参与镇压，支持叙利亚政权或从叙利亚当局获益”而被列入制裁名单，这些人与企业在欧盟域内的资产将被冻结，并禁止成员国向这12人发放签证。5月27日，欧盟外交和安全事务高级代表凯瑟琳·艾什顿女士发表声明，强烈谴责胡拉镇的屠杀事件。
2021年5月27日，欧洲理事会宣佈对叙利亚的制裁措施延长至2022年6月1日。

### 海湾合作委员会
2011年8月6日，海湾合作委员会各国政府发布联合声明，谴责叙利亚“暴力行动的持续升级和造成大量伤亡武器的过度使用”，并对“持续的流血事件表示哀悼”。该声明同样表示了合作委员会对于叙利亚“安全、稳定、团结”的肯定与支持，叙利亚政府以此对外界干涉提出抗议。
2012年3月15日，该组织宣布关闭所有成员国设于大马士革的大使馆。

### 伊斯兰合作组织
2011年8月13日，伊斯兰合作组织57名成员要求立即停止暴力镇压。2012年8月，在第四届首脑特别会议上，伊斯兰合作组织取消了叙利亚的成员资格。
2012年8月16日，该组织在沙特阿拉伯圣城麦加举行的成员国外长会议上，通过了暂停叙利亚成员国资格的方案，除伊朗反对外，大多数与会国代表支持“除名”叙利亚，秘书长伊赫桑奥卢对记者说，终止叙利亚成员国资格的决定是伊斯兰世界向叙政府发出的“强有力信息”，“世界各国已无法忍受，使用战机、坦克和火炮来屠杀自己人民的政府。”

### 美洲玻利瓦尔联盟
2011年9月10日峰会上，美洲玻利瓦尔联盟表示支持叙利亚政府，并警告国际社会对叙利亚的军事介入。

### 八国集团
2013年6月，由英国首相卡梅伦主持，八国集团领导人在北爱尔兰举行峰会，在会议结束声明中表示：八国集团
- 尊重第二届日内瓦和平会议决定；
- 承诺增加1500万欧元投入用于叙利亚和叙利亚周边人道主义援助；
- 呼吁摧毁和驱逐所有来自叙利亚的非政府恐怖主义团体，如基地组织之从属部队。[51]

## 国家

### 阿尔巴尼亚
阿尔巴尼亚和卡塔尔的特使会谈中，贝里沙总统说：“阿尔巴尼亚政府一直关注叙利亚的事。阿萨德政权利用其权力作为许可证来杀死无辜平民。”阿尔巴尼亚外交部在2012年2月18日强烈谴责暴力已经蔓延到整个叙利亚，以及阿萨德制造的受害者增加。于2012年4月1日在伊斯坦布尔召开的叙利亚之友会议上，阿尔巴尼亚外交部长爱德蒙表示人权问题属于国际社会的责任。他表示阿尔巴尼亚政府支持联合国、欧盟、阿拉伯联盟和其他国际机构在制止大马士革政权暴力镇压平民的努力，同时强调阿尔巴尼亚政府支持叙利亚全国委员会。

### 巴西
2012年7月26日，巴西驻联合国大使维奥蒂·玛丽亚·路易莎表示政府“关注”在叙利亚的暴力。大使指出，巴西担心冲突升级和化学武器被使用的可能性。维奥蒂还说，叙利亚应该通过政府官员和那些反对派之间的对话追求政府和平转型。最后维奥蒂说，巴西反对针对叙利亚进行任何军事干预。

### 
2011年5月11日，博茨瓦纳外交部发表声明，称叙利亚正发生可怕和暴力的事。总统卡马在向联合国秘书长的一封信中表示联合国应立即采取行动制止叙利亚政府的镇压。

### 中华人民共和国
2011年5月24日， 外交部发言人姜瑜表示：“中方认为，坚持通过政治对话化解内部分歧，保持国家稳定，维护中东地区的总体稳定与安全，是妥善处理当前叙利亚局势的正确方向和主要途径。叙利亚的未来只能由叙利亚人民自主决定，不应受到外部干涉。我们希望国际社会继续为此发挥建设性作用。”2011年10月4日，联合国安理会提出决议，计划针对叙利亚政府的持续军事行动实行有目标制裁。中国和俄罗斯否决了该决议，以避免再次出现如对利比亚的干涉局面。 之后他们告诫叙利亚政府，希望政府进行改革并尊重叙利亚人民意愿。
2012年2月7日，中华人民共和国外交部发言人刘为民表示中方一贯主张叙利亚有关各方停止一切暴力，通过对话和协商解决问题，推动局势尽快走向缓和。中方考虑近期派员访问地区有关国家，继续为推动叙问题的政治解决发挥建设性作用。
中国媒体认为，2013年6月发生在新疆的暴力冲突事件为来自叙利亚的民族极端分子主导。据《环球时报》报道，东突厥斯坦成员已从土耳其前往叙利亚。“《环球时报》记者从中国反恐部门了解到，东突厥斯坦部分成员已从土耳其前往叙利亚，加入极端的宗教和恐怖组织，并与叙利亚反对派一同打击政府军势力。同时，该组织已确认有部分成员进入中国领土，计划实施恐怖活动。”报道同样提到被捕的23岁东突厥斯坦伊斯兰运动成员买买提·艾利，并认为他参加了叙利亚内战冲突。位于瑞典的世界维吾尔代表大会发言人迪里夏提否认维吾尔组织的介入。外交部发言人华春莹对此未直接回应，但她表示：“中国注意到，近年来东突厥斯坦恐怖组织势力和一些国际恐怖组织联合起来，不仅对中国国家安全造成威胁，同样也威胁到相关国家的和平和稳定。”

### 德国
2011年3月24日，德国外长基多·威斯特威勒说：「暴力必须立即停止，叙利亚政府须确保民众享有的基本人权和民权，就如法律里明文规定的一样」。8月8日，联邦政府委员会外交委员会主席发生声明：为向叙当局施加压力，全球应该抵制叙利亚的石油和天然气出口，以实现叙停止暴力镇压抗议者。同日，联邦政府发言人宣布，如果阿萨德继续拒绝对话和使用武力，叙当局将失去执政的合法性。

### 埃及
2011年8月9日，埃及过渡政府打破先前的沉默状态，埃及外长Mohamed Kamel Amr批评叙政府一边承诺改革一边持续使用武力镇压的做法，称如此的改革是「没有用的」。他说他担心叙正在朝着「没有退路的方向前进」，他要求「立即停止射击行动」，并呼吁叙当局和民众展开广泛的民族对话以结束危机。2012年8月30日，埃及总统穆罕默德·穆尔西在德黑兰举办的不结盟运动峰会上表示，他与叙利亚人民站在一起，反抗已失去合法性的叙利亚压迫政权，并呼吁结束叙当局的「血腥屠杀」。穆爾西政府被推翻後，埃及新總統塞西支持俄羅斯在敘利亞的空襲行動。

### 西班牙
2011年8月8日，西班牙外长Trinidad Jiménez表示，他个人「严重关切」以及西班牙政府谴责叙政府施加在自己人民身上的暴力。

### 芬兰
2011年7月18日，芬兰外长埃尔基·图奥米奥亚说，如果想获得统治权，阿萨德总统「应该至少获得民主选举赋予的权力，而这正是他目前缺乏的」。

### 法國
2011年法国外交部谴责针对示威者的暴力措施，并呼吁释放政治犯。3月23日外长Bernard Valero呼吁叙利亚应立即进行政治改革。2012年8月27日，法国总统弗朗索瓦·奧朗德呼吁全国委员会等反对派组织立即组建叙过渡政府，法国将在过渡政府成立后立即给予承认。

### 希腊
2011年3月24日，外交部长德鲁察斯说：“绝对谴责暴力镇压公民抗议的行为。我们呼吁叙利亚政府保证公民的基本权利”。

### 印度
印度常驻联合国代表哈迪普里在8月3日发表总统声明同意由联合国安理会谴责叙利亚政府使用武力和“广泛侵犯人权的行为”。此外，印度弃权不投票反对叙利亚政府的暴力行为。 

### 印度尼西亞
针对2011年8月1日在叙利亚的暴力事件，印度尼西亚外交部发言人说，“使用武力不会解决问题。我们希望有关各方在解决叙利亚问题上能为叙利亚人民通过和平手段达到最佳的解决方案。”

### 伊朗
伊朗最高领导人阿里·哈梅内伊表示在冲突中支持叙利亚政府，“叙利亚内战中，美国和以色列的插手是很明显的”，“只要运动是伊斯兰主义的、民粹主义的、反美国的，我们就坚定支持。”据英国《卫报》报道，伊朗政府为叙利亚政府军提供了防暴控制设备、智能监控技术、石油和狙击手。据称，伊朗已援助叙利亚政府9千万美元以帮助其顶住制裁的压力。
2011年8月25日，时任总统马哈茂德·艾哈迈迪内贾德在一次黎巴嫩电视台新闻采访中表示，暴力行动应当停止，“叙利亚政府和人民“应当进行对话。”艾哈迈迪内贾德说：“当人民和他们的领导间存在问题时，他们应坐下来解决问题，形成共识，远离暴力。”此外，8月26日，他告诉卡塔尔的埃米尔哈马德·本·哈利法·阿勒萨尼，他认为任何“外国霸权势力介入国家内政将会导致局势复杂化。”
外交部长萨利希2011年8月27日表示，叙利亚政府应当回应人民的“合法要求”。萨利希同样提醒叙利亚的“权力真空”可能在这个地区产生“史无前例的影响”。
8月15日，访问开罗期间，伊朗议会高级议员布鲁杰迪谴责叙利亚反对派的行动，认为他们作为美国的代理人试图通过引起叙利亚动荡以使以色列得利。同日，一名据称来自叙利亚秘密警察部队的叛逃者声称，伊朗士兵，包括狙击手，正与叙利亚警方、辅助军队、正规军合作以镇压起义。
2013年5月，伊朗驻联合国大使穆罕默德·卡扎伊在第二届日内瓦中东和平会议上发言。他表示：我们相信，除了叙利亚各方外，所有会对叙利亚局势施加一定影响的，能够帮助叙利亚走向和平的相关地区和国际伙伴都应当参加这个会议，并为和平局面努力。

### 伊拉克
2011年4月3日，總理马利基与阿萨德通话并表达伊拉克对叙利亚政府的支持，认为反对派的行为是“旨在破坏叙利亚稳定的阴谋”。然而，2011年8月9日，伊拉克代表委员会发表声明，要求改革并立即停止暴力冲突。部分声明表示：“我们要求停止一切非和平行动。一切对自由的压制和流血事件都是不可接受的，应当受到谴责。”发言人奥萨马·努贾伊菲谴责政府的暴力行为，说到：“为了叙利亚人民的利益，我们要求政府履行其守卫人民生命和财产的责任，勇敢地迈出实质性的一步，阻止更多流血事件的发生。”然而，马利基似乎并未动摇他对阿萨德的支持，谴责抗议者试图“破坏”叙利亚，并指出他们应该“使用民主的方法，而非暴乱，来表达他们的不满”。2011年8月25日，伊拉克驻美大使苏迈达伊在接受外交政策博客的采访中提到，他认为阿萨德政府正在“逐渐失去它的朋友、它的公信力和它的支持者”，并将最终倒台。“这将改变地区的力量平衡，最终削弱伊朗并减弱它通过真主党、哈马斯和其他组织势力行动的能力”。他说，巴格达并不关心阿萨德政权倒台可能带来的任何动荡。
领导萨德尔运动的教士穆克塔达·萨德尔表达了对阿萨德的支持，他认为，“发生在叙利亚的冲突和发生在突尼斯、埃及、利比亚、巴林和也门的革命有很大不同，其中一个重要因素在于巴沙尔·阿萨德是在反对美国和以色列势力，他的态度十分明确，同之前倒台和以后可能倒台的政权全然不同。”他提醒，示威活动可能导致叙利亚进入“由权力真空导致的恐怖主义和分裂的深渊”。然而，2013年4月27日，马基利表达对叙利亚内战的关切，认为“宗派主义瘟疫”正在席卷伊拉克，正如它在叙利亚所发生的那样。

### 以色列
以色列各方反应较为复杂，一些人认为叙利亚政权更迭可能削弱他们的敌人伊朗的势力，另一些人认为政权更迭可能使他们的处境更加危险。

#### 以色列政府
2011年3月24日，以色列外交部阿维格多·利伯曼表示：“西方国家在利比亚冲突中采取了一些原则和行动……我希望在有关伊朗政权和叙利亚政权问题上这些原则和行动也能适用。”以色列表示，阿萨德可能以与以色列在戈兰高地、黎巴嫩、加沙地带等边界的争端为借口挑衅，以求转移注意力。他甚至可能和以色列开战来团结叙利亚人民。
2011年5月12日，辛贝特表示，叙利亚将“血流成河”，因为“阿萨德政府只为它自己政权的生命而作战”。
2012年3月4日，利伯曼请求国际社会介入。
2012年6月10日，總理本雅明·内塔尼亚胡表示，“罪恶之轴”被隐藏在叙利亚的暴行之后。内塔尼亚胡告诉议会，伊朗和真主党武装力量正在帮助叙利亚政府屠杀平民。”总统希蒙·佩雷斯表示，国际社会在阻止暴力方面做的并不够，并要求西方势力介入。

#### 工党
2013年5月，工党本杰明本-埃利泽表示：“无论阿萨德是否掌权，决定权都不在我们手中。我们听到一些评论认为他即将倒台。在我看来，现在的情况对我们来说是最有利的。让我们算算：另一个选择可能更混乱，如果接下来掌权的是基地组织或萨拉菲斯特组织的话。面对一个国家更为容易，因为面对一个没有确切地址的组织对我们来说更糟。在叙利亚有将近400个团体，你会选择和谁对话，追究谁的责任呢？”国际事务、战略和情报部部长斯坦尼茨2013年6月10日表示，“我总是认为可能出现这种情况，在伊朗和真主党势力的强力支持下，阿萨德政权可能赢得最后的胜利。很早以前我就认为这是可能发生的，现在我仍然这么认为。阿萨德政府不仅可能会幸存下来，甚至可能重新夺回它的领土。”该声明并未得到外交和国防部门的认同。

#### 其他反应
2012年10月10日，以色列军事长官本尼·甘茨通知议会议员，如果叙利亚政府倒台，以色列将准备批准逃难的阿拉维派叙利亚人在戈兰高地安顿下来。前摩萨德情报局主席埃夫拉伊姆·哈勒维建议，以色列应当利用什叶派和逊尼派的冲突。2011年4月2日，戈兰高地的布卡塔村庄，2000名德鲁兹人挥舞叙利亚国旗和肖像进行游行，以表达对阿萨德政权的支持。

### 日本
日本外务大臣松本刚明于2011年4月24日发表声明谴责叙利亚政府使用武力，声明说叙利亚死亡人数在不断增加。政府需要改革紧急状态法和停止暴力。

### 
2013年9月1日，韩国外交部发言人发表声明，韩国政府强烈谴责叙利亚政权恶劣的犯罪行为，叙利亚动用化学武器的涉案人员应付出相应的代价。

### 沙烏地阿拉伯
2011年8月8日凌晨，沙特国王阿普杜拉谴责叙政府的暴力镇压，成为第一个公开谴责叙利亚政府的阿拉伯国家的元首。他还呼吁阿萨德立即进行大的改革以避免叙「陷入混乱的深渊」，并召回了沙特驻叙大使。

### 墨西哥
2011年墨西哥外交部表态谴责暴力事件，呼吁叙当局应克制使用武力并应当多多与自己的国民展开对话。

### 巴基斯坦
巴基斯坦采取中立政策，2012年，巴基斯坦要求举行“包容性”对话，通过政治途径解决争端。巴基斯坦在安理会制裁议案上投了弃权票。同时，巴基斯坦同英国一起，提交了一份新的决议草案，授权延长联合国叙利亚监督团任期。历史上，巴基斯坦与阿萨德家族有很强的政治联系。胡尔希德·卡苏里认为，巴基斯坦的沉默正是“布托和阿萨德家族历史联系”的产物。在由伊朗主办的会议上，巴基斯坦督促国际社会尊重叙利亚的主权、独立和领土完整。巴基斯坦政府强调和平解决，反对军事行动。2013年，巴基斯坦官方政策报告提到，“巴基斯坦对叙利亚的立场建立在国际法和联合国宪章对于领土完整的尊重、非军事干涉和介入、争端的平息、政权以和平方式更迭的基础之上的。”
2014年2月17日，伊斯兰堡宣布支持“一个拥有实权能管理国家事务的过渡政体的形成”。该声明在沙迪代表访问巴基斯坦后发表，即使政府官方声明表示巴基斯坦并未改变中立政策。

### 黎巴嫩
2011年3月31日，副总理纳吉布·米卡提赞扬了“导致叙利亚冲突的机会终于消失”，并为叙利亚人民对他们总统的“支持”而欢呼。同时，总统米歇尔·苏莱曼强调了稳定对于叙利亚的重要性，以及它对黎巴嫩和叙利亚经济安全的积极影响。2011年8月3日，印度代表阅读总统声明，谴责叙利亚政府的行为，黎巴嫩是唯一与该声明撇清关系的安理会成员。
真主党宣布支持阿萨德政府，将其称作“抵抗”的国家。真主党领袖认为，叙利亚政府的倒台符合美国和以色列的利益。叙利亚反对派谴责真主党援助政府军的行为。有新闻报道，如果阿萨德政府倒台，真主党将计划在自由爱国运动的帮助下在黎巴嫩实行军事政变。
德鲁兹教派的政治家琼布拉特在贝鲁特接受采访时表达了对叙利亚全面爆发内战的关切。琼布拉特说，阿萨德不愿意接受曾经的盟友，如土耳其总理埃尔多安的建议，并表示“到目前为止，他拒绝听从叙利亚人民建立一个新的叙利亚的正当要求”。然而，琼布拉特收回了他之前的发言，承认骚乱并不能代表一个新叙利亚。他现在同意真主党对冲突的立场。
2013年9月27日，总统苏莱曼表示，“从叙利亚撤退是尊重巴卜达宣言的体现，卷入叙利亚冲突的各方应当将黎巴嫩的利益放在首位”。根据真主党一秘密信源，他还强调“为保证黎巴嫩的利益不受损害，我们应当保持距离，避免介入叙利亚内战。我希望各方能够尊重巴卜达宣言，从叙利亚冲突中撤出。

### 毛里塔尼亚
毛里塔尼亚总理拉格达夫·穆拉耶·乌尔德·穆罕默德在2011年六月下旬访问大马士革转达毛里塔尼亚总统穆罕默德阿布杜勒·阿齐兹对叙利亚总统巴沙尔阿萨德的支持。毛里塔尼亚的反对派民主力量痛斥政府“支持独裁政权镇压人民”。

### 墨西哥
墨西哥政府通过外交秘书处发表声明谴责暴力事件，呼吁叙利亚当局禁止使用武力和促进政治对话。

### 馬爾地夫
马尔代夫外交部长艾哈迈德在2011年8月9日说，“无辜的穆斯林男子、妇女和儿童被叙利亚国家安全部队滥杀，尤其是在斋月，对马尔代夫而言完全不可接受。”总统纳西姆也明确表示支持最近阿拉伯联盟和海湾合作委员会对叙利亚谴责。

### 俄羅斯

#### 2011年4月
关于俄罗斯在叙利亚内战中的角色，2011年4月6日，俄罗斯总统梅德韦杰夫致电阿萨德，表示支持其启动改革的决定。
2011年4月28日，俄罗斯驻联合国大使亚历山大·潘金警告俄罗斯不要“站队”，因为“这种方法会导致进入暴力的死循环”。俄罗斯人和其他专家确认俄罗斯不会容忍任何对于叙利亚的干涉行动。俄罗斯反对联合国和其他组织任何行动的原因之一在于他们害怕西方的干涉会站在反对派一方。亚历山大·费奥尼克说：“俄罗斯看到了在利比亚发生的一切。很明显俄罗斯对于叙利亚的立场将会比其在利比亚问题上的立场更明确。”另外一个值得注意的原因是俄罗斯和叙利亚政府的密切关系。叙利亚是少数几个支持2008年俄罗军事入侵格鲁吉亚的国家之一。亚历山大·舒姆林写道：“俄罗斯希望继续在中东地区实行苏联模式政策，而叙利亚政权的倒台将意味着俄罗斯最后一个伙伴的消失，这将使其在与美国的抗衡中处于劣势。”

#### 2011年5月
2011年初，俄罗斯在安理会否决了第一份旨在谴责叙利亚使用武力的欧美起草的决议；2011年5月12日，俄罗斯再次阻止了一份关于伊朗军队向阿萨德政府出售武器的报告发布。一名安理会外交官表示，“俄罗斯反对该报告作为联合国安理会官方文件发布”，另一名外交官则认为，“这很明显是为了保护巴沙尔·阿萨德”。这份被否决的报告明显包含表明伊朗和叙利亚政府与运送武器给武装团体有牵连的材料。俄罗斯否决了欧美起草的决议，害怕其可能导致对叙利亚事务的干涉。

#### 2011年6月
2011年6月2日，外交部长谢尔盖·拉夫罗夫表示：“向叙利亚反对派传送这样的信息：如果你反对所有合理的要求，我们就会来帮助你，就像我们在利比亚做得那样。这样的做法十分危险，对任何人都是没有好处的。”他继续说到：“现在的局势对全球和平和安全并没有威胁……叙利亚是中东一个非常重要的国家，如果叙利亚发生动荡，其影响将远远超出国境之外”。拉夫罗夫同时断言，阿萨德已经开始实行重大改革。
6月10日，俄罗斯和中国再次利用其联合国安理会否决权否决了第二项由英法主导的，旨在谴责叙利亚使用武力的欧美决议，害怕其可能导致对叙利亚事务的干涉。一个俄罗斯之声的采访表示：“引起担忧的地方在于决议中英法宣布了巴沙尔·阿萨德政权的非法性。这意味着对决议的批准可能导致其他国家基于该文件对政权的合法性产生怀疑。”6月11日，反对派在霍姆斯燃烧俄罗斯国旗，并高举反对俄罗斯的标语，表达对俄罗斯支持阿萨德政权的不满。另一方面，6月17日散居在黎巴嫩的叙利亚人聚集在俄罗斯和中国大使馆前“表达他们对俄罗斯和中国支持大马革士的感谢，并反对针对叙利亚的阴谋。”
一名叙利亚反对派代表于6月28日访问莫斯科，并会见了俄罗斯大使马尔格洛夫。马尔格洛夫在会议后表示“领导人来来去去”，并要求“停止任何形式的暴力活动”，这被一些人解读为俄罗斯对于阿萨德立场的转变。这种变化被认为可能对叙利亚政府是一种灾难性的打击，鉴于它依赖于俄罗斯在武器、外交和经济上的支持。

#### 2011年7月到8月
2011年7月19日，梅德韦杰夫表示他正和德国总理默克尔合作，试图说服叙利亚政府停止暴力行动，并与反对者开启建设性对话。他并没有威胁会投票否决安理会谴责叙利亚政府的决议。梅德韦杰夫同时表示，叙利亚肯定不会和利比亚一样陷入内战。
2011年哈马被困期间，俄罗斯外长发布一项声明，其中记录了哈马死亡人数，包括据说在冲突中被杀害的8名叙利亚警察，并谴责暴力行动。该声明恳请阿萨德政府军和反对派“保持最大克制”。
2011年8月3日，俄罗斯大使丘尔金發表声明称，俄罗斯不会反对联合国谴责叙利亚暴力行动的决议，只要其中不包含制裁和其他“压力”。半岛电视台报道称，俄罗斯坚持联合国应当发表“声明”，而非批准“决议”，以此帮助“减弱对阿萨德政府的打击”。
2011年8月23日，俄罗斯代表联合中国和古巴，谴责联合国针对叙利亚违反人权问题的调查。丘尔金表示：“我们希望看到进步，我们希望看到对话在叙利亚的开展……我们认为我们应该在统一立场的基础上继续努力。
2011年8月26日，根据联合国大使，欧美旨在实施制裁的努力遭到中国和俄罗斯的“激烈抵制”，丘尔金威胁会使用俄罗斯的否决权。这项武器禁运制裁会阻止俄罗斯（叙利亚最大的军火库）向叙利亚销售武器。俄罗斯提交了一份“备选”决议，被西方国家描述为“毫无攻击性”。这份决议除了督促叙利亚加快改革，不包含任何制裁或其他惩罚性措施。

#### 2011年10月到12月
2011年10月29日，俄罗斯联邦委员会外交事务委员会主席马尔格洛夫表示，阿拉伯联盟呼吁阿萨德停止杀戮的立场可能有助于流血的终结。马尔格洛夫同时表示，现在叙利亚的行事方法阻碍了不可避免的改革的发生。
2011年11月1日，拉夫罗夫表示俄罗斯将会反对在叙利亚设置禁飞区的提议，因为（在俄罗斯看来）利比亚禁飞区的设置被用于“支持内战中的一方”。拉夫罗夫宣称：“我们不保护任何政权”。
2011年11月底，在库兹涅佐夫号航母带领下，一支海军舰队返回塔尔图斯基地，以显示对阿萨德政府的支持。不過俄国海军一名发言人称：“俄罗斯舰队返回塔尔图斯不应当被看做对近期发生的叙利亚冲突的回应。”“2010年冲突发生前，这一行动就已经在计划之中。我们对此作了很多准备，没有必要因此取消。”发言人强调，库兹涅佐夫号航母还将会在贝鲁特、热那亚和塞浦路斯运送舰队回港。
2011年12月15日，俄罗斯提交了一项安理会决议，谴责“任何暴力行为，包括叙利亚政府不适当的武力使用”。该决议草案同样对“向叙利亚武装团体非法提供武器”表示关切。西方外交专家最初认为该决议是协商的基础。这项决议是几个月前俄中草案的更新。

#### 2012年
俄罗斯继续向叙利亚政府运送武器。2012年1月10日，一艘运有“危险货物”的船只由于风暴天气被迫在塞浦路斯停泊。据估计，目前俄罗斯与叙利亚的武器合同高达1千5百万美元，占俄罗斯全球武器销售总额的10%。俄罗斯位于塔尔图斯的海军基地同样位于叙利亚领土之内，这是俄罗斯最后一个位于前苏联国境范围以外的军事基地。俄罗斯的武器销售在一些西方和阿拉伯国家激起了愤怒和谴责。俄罗斯政府，站在其自身立场，为武器销售辩护，指出他们没有违背任何有效的武器禁运条例。
2012年1月底，一项针对俄罗斯2011年12月提案的备选决议由西方国家和阿拉伯国家联合提出。该项决议未谴责双方的暴力行为，亦未阻止军事介入。俄罗斯表示其不会同意西方和阿拉伯国家的联合提案，并会继续推进自己的提案获得通过。2012年2月初，俄罗斯（和中国）否决了西方和阿拉伯国家的联合提案。

#### 2013年及以後
2013年初，车臣武装集团加入叙利亚反对派，与政府军对战。
2013年9月11日，普京撰写了一篇关于美国、俄罗斯、叙利亚的国际事务文章，并作为社论发表于《纽约时报》。
2015年9月30日，俄羅斯空軍開始空襲敘利亞反政府武裝。

### 土耳其
土耳其總理热杰甫·塔伊甫·埃尔多安2011年4月2日表示，他将于4月2日督促阿萨德取消紧急法令、释放政治犯、实行新宪法。
总统阿卜杜拉·居尔强烈谴责2011年4月1日哈马围攻冲突的升级，表示叙利亚政府对一般民众使用重武器“令我十分震惊”。居尔表示，“我不可能在面对这样每个人都能看见的事件前保持沉默……也不可能在斋月开始时接受这样的血腥场面。”他要求叙利亚政府停止暴力行动，并开启改革以重建“和平和稳定”。
2011年3月21日，外长艾哈迈德·达武特奥卢表示：“叙利亚正处于十分重要的阶段。我们希望政府和民众间的问题能够和平解决。”2011年5月2日，埃尔多安警告如果叙利亚政府在起义中再次重复哈马大屠杀那样的镇压方法，土耳其将不会袖手旁观。2011年6月10日，埃尔多安谴责阿萨德的暴行，称安全部队袭击叙利亚反对派的景象是“令人不快的”，并批评政府对起义的“野蛮”回应。他表示，土耳其可能支持安理会谴责叙利亚政府的决议。
虽然2011年8月5日达武特奥卢表示政府不会考虑遣返叙利亚驻土耳其大使，他仍在2011年8月9日访问叙利亚，并传达“决定性信息”。在与阿萨德和其他叙利亚政府官员6个小时的会面后，达武特奥卢表示他已经阐明了叙利亚政府应当采取的“具体措施”，但他并没有说明叙利亚方面是如何回应的。报道认为他可能转达了土耳其总统给叙利亚总统的最后通牒。据说，土耳其担心叙利亚与伊朗的联系，其在伊拉克动荡中所扮演的角色，以及冲突所可能包含的宗派支持。2011年8月15日，达武特奥卢警告暴力行动必须“立即且无条件”停止，否则土耳其将采取一定“行动”。8月28日，居尔表达了对政府的失望，并表示土耳其政府已对阿萨德“失去信心”。
土耳其分别于2011年3月和2011年8月初截停两艘运输船，据称上面有伊朗运往叙利亚的武器。
11月22日，埃尔多安表示阿萨德应该从穆马尔·卡扎菲的命运中吸取教训。埃尔多安认为：“阿萨德炫耀他会死战到底。老天啊，你是在和谁作战？与自己的人民作战并不是英雄，而是小丑。如果你看看有谁曾和人民死战到底，看看纳粹德国、看看希特勒、看看墨索里尼、看看罗马尼亚的齐奥塞斯库”，“如果你不能从他们中学到一点教训，那么看看仅仅在32天前被杀的利比亚领导人，我们谁都不希望结局是这样，而他用了和你一样的表达方式”。
2011年11月30日，土耳其外长达武特奥卢当天宣布：土耳其将暂停与叙利亚的一切金融联系、冻结叙政府资产，阻止向叙移交一切武器装备，暂停执行与叙达成的战略协作协议。他还表示阿萨德政府已走向穷途末路，他说叙利亚「已经进入了一个邪恶的暴力循环」，「叙利亚必须立即停止对人民使用武力，军队必须立即从城市中撤离。」
2012年4月10日，埃尔多安猛烈抨击叙利亚政府：“他们甚至从背后射杀那些逃难的人。他们一点也没有仁慈之心，不管被射杀的人是妇女还是儿童。”他同时强调：“的确，他（阿萨德）向安南先生做出了承诺，但即使他承诺了，他每天仍杀死60、70、80、90甚至100个人。这就是目前发生的现实。”埃尔多安开始试图“与任何可能取代阿萨德政府的组织建立良好关系”。
2013年10月7日，埃尔多安称阿萨德为恐怖分子，他说“我再也不认为巴沙尔·阿萨德是一名政客。他是一名正在推行国家恐怖主义的恐怖分子。一个杀死11万名他的人民的人是一个恐怖分子。坦白说，这就是国家恐怖主义。”
為了推翻巴沙爾政府，土耳其政府長期支持伊斯蘭極端分子進入敘利亞境內加入伊斯蘭國及其它極端組織作戰。

### 美国

#### 2011年

##### 2011年3月到4月
奥巴马政府2011年3月18日谴责了暴力的使用，发表声明称：“美国维护一系列权利，包括表达和集会自由，并相信各国政府，包括叙利亚政府，必须正视其民众的正当愿望。”美国国务卿希拉里·克林顿表示美国不会介入叙利亚冲突，因为美国国会认为阿萨德是一个“改革者”。4月9日，据报道，奥巴马表示“我强烈谴责叙利亚政府今天和这几周以来对和平抗议者所采取的令人发指的暴力行为。我同样谴责反对派所使用的任何暴力行动……我呼吁叙利亚当局避免继续对和平抗议者采取任何暴力行为……此外，已报道的任意的抓捕、拘留和对囚禁者用刑现在必须禁止；信息的自由流通必须得到许可，以保证对所发生的事件能进行独立的评估。暴力和拘禁并不是对叙利亚人民不满的回答。叙利亚政府是时候停止压制他的公民，并倾听叙利亚人民要求有意义的政治和经济改革的请求。

#### 2011年5月
5月18日，奥巴马对阿萨德和其他六名叙利亚高级官员实施制裁。财政部还实施了针对叙利亚和伊朗的情报服务和指挥官的其他制裁。5月20日，美国告诉阿萨德，要么改革，要么下台。

#### 2011年7月
7月12日，克林顿同时谴责了袭击和现任政府，表示阿萨德已经失去了“合法性”，“总统阿萨德并不是不可缺少的，我们对于他继续掌权没有任何投入。”美国驻叙利亚大使罗伯特·斯蒂芬·福特在大使馆FACEBOOK主页上批评了叙利亚政府：“6月9日，一个‘mnhebak’组织朝我们大使馆投掷石块并造成了一些损失。他们采取了暴力行动，并不像哈马那些和平示威的人……讽刺的是叙利亚政府允许反美团体自由活动，却派遣他们的安全打手到处镇压那些拿着橄榄枝的和平示威者。”
6月31日，作为对斋月前镇压活动——起义开始以来最血腥的一天——的回应，奥巴马强烈谴责暴力行动，警告阿萨德“站在了历史和人民的对立面”，并同时强调，“通过他自己的行动，巴沙尔·阿萨德正在确保他和他的政府将被遗留在过去，而那些在街上游行的勇敢的叙利亚人民将会决定未来。当民主改革不断进行，叙利亚将会成为一个更好的地方。”虽然他没有明确的要求阿萨德辞职，奥巴马表示美国将会在国际层面上付诸努力，“孤立阿萨德政府，与叙利亚人民站在一起”。

##### 2011年8月
8月10日，美国政府对叙利亚电信公司以及与大马士革有联系的银行实施了一轮新的经济制裁。该项制裁禁止了美国公民与叙利亚商业银行、叙利亚黎巴嫩商业银行、叙利亚移动运营商Syriatel有任何商业交易，并冻结了这些公司在美国的资产。
联合国大使苏珊·赖斯表示，根据美国驻叙利亚大使罗伯特·福特的报告，来自抗议者的呼声影响着华盛顿对于叙利亚的政策。“福特每天听到的意见是，（抗议者）希望美国所做的是更多的领导、政治施压和制裁。但十分清楚的是，他们不需要军事介入。
在8月18日发表的一份声明中，奥巴马第一次明确表示阿萨德应该辞职：“叙利亚的未来必须由其人民决定，但总统巴沙尔·阿萨德在阻挡他们的道路。”他再次谴责了暴力镇压，但是重申除了施加政治和经济压力督促阿萨德让权外，美国不会介入叙利亚事务。欧盟和加拿大亦加入美国，呼吁政权更替。他同时签署了一项行政命令，“冻结叙利亚政府资产，禁止美国公民加入新的投资或向叙利亚出口服务，禁止美国进口、交易叙利亚产石油或石油产品。
同日，克林顿宣布全面禁止美国进口叙利亚石油或石油产品。
8月23日，美国驻叙利亚大使罗伯特·福特突然访问贾西姆镇，该镇的民众示威者曾遭受政府的镇压。阿萨德政府谴责这次访问是为了“煽动骚乱”，并禁止西方外交大使离开大马士革；美国大使馆遭到一名亲阿萨德暴徒的袭击，该暴徒打破了窗户并在墙上涂鸦。
8月26日，媒体报道称时任美国中情局局长里昂·帕内塔于2011年3月前往土耳其讨论政权更迭事宜。

##### 2011年11月
11月23日，驻叙利亚美国大使馆发布呼吁，要求美国国民“在可能的情况下迅速搭乘商业运输船只”离开叙利亚。
11月24日，美国海军的第二航空母舰打击群驶往叙利亚海岸监督起义局势。一名匿名驻当地西方外交官表示：“这可能是日常行动。但这能够对叙利亚政权造成心理压力，而美国人对此并不介意。”

#### 2012年
2012年3月上旬，奧巴馬表示，叙利亚的局势「令人心碎」，美国不会单方面军事介入叙利亚，美国只能以和盟友合作的方式，在经济和政治上孤立叙当局来实现阿萨德独裁政权的倒台。
8月20日，奥巴马警告总统巴沙尔·阿萨德在叙利亚使用化学武器将会触碰美国的红线，并改变奥巴马是否介入叙利亚事务的态度。奥巴马表示，使用这种武器的后果会是灾难性的，他们的使用会扩大冲突区域，并引起美国军队担忧。

#### 2013年
6月13日，奥巴马政府表示，美国将开始向叙利亚反对派运输一些小型武器，以帮助他们推翻政府。政府官员引用证据证明叙利亚政府曾在不同时间使用化学武器，包括神经性毒剂萨林，导致150人死亡并跨越了奥巴马的“红线”。官员证实中情局将会协调所有为叙利亚反对派提供的直接军事援助。
在8月31日的讲话中，奥巴马要求国会授权美国直接军事介入。美国参议院外交事务部于2013年9月4日批准了《使用武力打击叙利亚政府以回应其使用化学武器的决议》（S.J.Res 21）。如果通过，该项决议将允许总统执行最多90天的直接行动；它特别禁止“地面部队”进入。
11月3日，国务卿约翰·克里在开罗表示，叙利亚总统阿萨德交出权力“可以给叙利亚人民选择未来的机会”。

#### 2014年
1月，奥巴马表示，美国必须与已经在为反对派提供资金的组织或个人合作，以确保不会像塔利班在阿富汗崛起的方式一样，有新的极端组织在叙利亚出现。
2014年6月26日，奥巴马向国会申请5亿美元以援助较为温和的叙利亚反对派对抗叙政府军和圣战分子。此前，美国在约旦的训练营秘密训练叙反对派已经超过两年。这5亿美元旨在扩充原有的训练计划并为叙反对派提供武器和装备。
10月2日，美国副总统乔·拜登表示：“（土耳其人、沙特人、阿联酋人）投入上百万美元和成千上万吨武器支持那些反对阿萨德政权的人——但那些得到帮助的人属于努斯拉、基地组织以及来自世界其他地区的圣战极端组织。”他同样表示，土耳其总统埃尔多安已经承认，土耳其错误地允许一些外国武装者进入叙利亚。埃尔多安否认此说法，并要求拜登道歉。拜登于10月4日承认：拜登与埃尔多安于当天进行了通话，白宫发言人表示拜登没有暗示说土耳其有意帮助伊斯兰国或其他叙利亚极端组织。

#### 2015年
2015年9月，美國軍方承認一群由美國培訓的敘利亞反政府武裝在該月把裝備和彈藥交給恐怖組織努斯拉陣線。

#### 2017年
2017年4月，美國軍方發射59枚巡航導彈，攻擊目標主要為敍利亞中部的沙耶特（Shayrat）空軍基地。

#### 2023年
2023年2月9日，美国國務卿布林肯表示叙利亚内战以來美國已经向叙利亚和该地区的叙利亚人民提供了超过150亿美元的资金。
2023年5月11日起，美國对叙利亚的单边制裁措施再延长一年。

### 英国
2011年3月24日，英国外交大臣威廉·海格表示：“我们呼吁叙利亚政府尊重人民和平抗议的权利，并就他们的合法不满采取措施。”叙利亚驻联合国代表贾法里曾将发生在叙利亚的抗议活动与英格兰的暴徒活动相比，8月10日，英国常驻联合国代表马克·里奥·格兰特指责这一比较是荒谬的：“在英国，政府会采取合标准的、适当的、合法的、透明的措施维护法律和公民的利益不受侵犯。在叙利亚，成千上万手无寸铁的平民被袭击，他们中的许多人甚至被杀害。”卡梅伦与萨科齐和默克尔一道，在2011年8月18日发布的联合声明中要求阿萨德下台，并谴责政府的镇压行动，呼吁停止暴力活动。
在2013年6月18日的新闻发布会上，英国首相卡梅伦表示巴沙尔·阿萨德成为未来叙利亚政府的一份子是“不可想象的”。
叙利亚大马士革郊区Ghouta遭受化学武器袭击后，英国政府提出一项针对政府军实施军事打击的计划。2013年8月29日，英国议会拒绝支持该计划。
英国反对英国人往返叙利亚或其他中东国家参加战斗员训练营。2014年1月，16名英国人在一次镇压行动中被捕。警方表示“我们最担心的是有人参加恐怖分子训练营或参与战争，并作为恐怖分子返回英国。”

### 南非
2011年南非驻联合国安理会代表表态谴责叙发生的暴力事件，但反对国际力量干预叙局势。

## 非国家组织

#### 胡塞武装组织
胡塞武装组织督促他们在北也门的支持者支持叙利亚政府。一名叛逃的叙利亚空军旅长声称胡塞武装组织派遣了200名战斗员参加迈阿赖努曼围攻和吉斯尔舒古尔军事行动。据报道，许多胡塞成员为政府一方作战。

#### 伊扎布特
逊尼派伊斯兰组织伊扎布特表示支持叙利亚反对派。

### 非政治性的非政府组织

#### 全球采取行动组织阿瓦兹
全球采取行动组织帮助协调34名国际记者进入叙利亚战区，包括在霍姆斯被困期间死亡的摄影记者雷米·奥奇利克和记者玛丽·科尔文，以及严重受伤的记者伊迪斯·鲍威尔。2月28日，为了帮助摄影记者康洛伊从霍姆斯城撤退，该组织与反对运动人士共同筹划这起撤离行动。同时他们还帮助40名重伤者从巴巴艾默撤退，并送去了医疗援助物资。全球采取行动组织组成了200人的行动网络，并为全球媒体提供影像资料。

#### 国际特赦组织
国际特赦组织谴责针对“人民和平抗议活动”的“暴力镇压”，并要求释放政治囚犯。2011年7月6日，该组织一名发言人宣称他有证据证明叙利亚政府在北部小镇特尔卡拉有违反人权行为。

#### 红十字国际委员会
2012年1月21日，红十字国际委员会督促叙利亚当局和冲突各方每日停火一定时间，以保证人道救援的进入。红十字国际委员会同样呼吁冲突各方始终保证区分平民和战斗参与者，并充分尊重国际人道法。2012年9月3日，红十字国际委员会主席彼得·毛雷尔前往叙利亚进行为期三天的访问，以增强红十字国际委员会和叙利亚阿拉伯红新月会的人道主义应对能力。

#### 人权观察
人权观察组织指出，采取致命射击的方法以打死那些敢于说出心声的国民证明叙利亚政府并没感到不安。也说叙利亚人在敢于反抗该地区最专制的政权的行为中展现出了非凡的勇气，但是没必要一定要牺牲自己的生命。他们认为，该政府的行为可以被认作是一种违反人权的犯罪。人权观察中东与北非分会负责人惠特森表示，在内战之前，叙利亚已经是“一个垂死的国家，我们不能进行新闻报道……事实是，我们需要通过报道记录政府的镇压活动和滥用职权的罪行。”

#### 罗马尼亚叙利亚自由社区（FSCR）
2011年6月，一个非盈利组织，罗马尼亚的叙利亚自由社区成立，以保护叙利亚文化遗产、维护居住在罗马尼亚的叙利亚人的权益为使命。在冲突一开始，FSCR立即组织行动，在土耳其-叙利亚边界的难民营内提供医疗援助和食物。

## 个人回应
埃及的伊斯兰主义者，跟穆斯林兄弟会有关的学者尤素夫·卡拉达维，宣布他支持反抗叙利亚“专制政权”（"oppressive regime"）的示威抗议活动，他号召反对叙利亚复兴党的“独裁统治”。卡拉达维也表达了他对利比亚设立禁飞区的支持，说“针对利比亚的军事干预有效地保护了处于卡达菲暴行中的利比亚人”。他呼吁推翻统治党复兴党，并认为军队会是起义中的主要影响因素。卡拉达维说所有阿拉伯人都应该支持叙利亚的抗议活动，说“今天革命的火车已经抵达叙利亚站”，“叙利亚不可能与阿拉伯整体的历史相脱离”。穆斯林兄弟会也参与了抗议，伊斯兰教士号召逊尼派民众要涌向叙利亚的大街，去赶走的阿拉维派的政权，卡拉达维也号召叙利亚的逊尼派要主动争取他们的权利。
2011年6月初，亚美尼亚籍的阿拉伯研究学教授阿拉克斯·帕沙对叙利亚的亚美尼亚人表示关切。她表示，叙利亚亚美尼亚人通常支持政府的世俗政策，如果危机继续，这可能使他们面临反对派的报复。
前英国首相托尼·布莱尔于2011年6月9日表示，“改变对叙利亚十分重要”，但他同时警告权利真空可能导致政权更替。“重要的是我们需要让叙利亚人民能够选择他们的政府”，布莱尔说道。他说他希望阿萨德能够进行必要的改革，但承认大多数叙利亚抗议者认为阿萨德必须离开权力宝座。
黎巴嫩山省的穆夫提谢赫·穆罕默德·阿里·朱祖2011年7月21日表示，叙利亚安全机构正在转变为“对抗苦苦挣扎的人民”，并谴责政府暴力行为。他对卡塔尔在阿拉伯之春中所起的作用表示支持，包括其撤回大使的行为。
开罗最古老清真寺艾资哈尔清真寺阿訇穆罕默德·哈茂德表示他们“已保持最大克制，由于其敏感特性，他们已尽力避免谈及目前叙利亚局势。”但是在2011年8月8日，它已经“超过了所有的底线”。哈茂德呼吁“悲剧”的停止。
前埃及总统穆巴拉克于2011年2月面对相似的抗议活动时辞职，并面临着针对他计划镇压起义而进行的审判。穆巴拉克谴责“叙利亚政府对他们的人民犯下的罪行”，并督促阿萨德辞职。
横扫叙利亚的血腥镇压后，黎巴嫩前總理萨阿德·哈里里公开谴责叙利亚政府。“在任何情况下，我们都不能面对叙利亚如此血腥的情况却保持沉默。”他将发生在哈马的暴力活动与1982年哈马大屠杀作比较，认为阿拉伯世界必须对此发声。
政治学家卡里姆-萨德尔认为卡塔尔的回应是“一次精心设计地与叙利亚政权的分裂”。卡塔尔国有媒体卡塔尔通讯社在阿拉伯世界首发了阿盟秘书长纳比勒·埃拉拉比8月7日的声明。声明批评叙利亚政府的军事行动，并呼吁停止暴力。
2012年，波黑战争中的主要指挥官埃尤普·加尼奇表示，波黑战争的错误正在叙利亚重新上演。“世界曾经为波黑付出代价，在那里随意袭击人们居住的公寓和烧毁城市成为常事。国际社会允许反人道的罪行在波黑发生。同样的事又再次发生在叙利亚。
半岛电视台驻贝鲁特记者阿里·哈希姆于3月辞职。先前他在邮件中对电视台在叙利亚内战上“不专业”且带有偏见的报道表示了不满。电视台将2011-2012年巴林起义弱化为小事件，即使每天都有暴力、死亡和审判的发生。
与其国家对叙利亚的官方立场相反，美国政治家迪克·巴拉克写信赞扬巴沙尔·阿萨德在战争中的行为，表示叙利亚军队值得作为“拯救基督教徒的英雄”获得嘉奖，并“在对抗恐怖分子的战役中表现得异常英勇”

## 媒体反應
半岛电视台的记者们在敘利亞的示威活动中报道了许多内容，比如哈马大屠杀等事件。
2011年3月23日，英国《每日电讯报》发表了一篇由主管外事的编辑Con Coughlin所写的专栏文章，他呼吁在叙利亚设立禁飞区以保护无辜的抗议者。
2013年8月路透社與益普索所做聯合調查顯示，美國民眾強烈反對美國政府干預敘利亞內戰，認為美國政府不應卷入此衝突，即使敘利亞政府使用化學武器攻擊平民的狀況得到證實，60%反對，僅有9%贊成。推測主因為同時期埃及軍方發動政變後美國偏袒的行為所造成的微妙氛圍有部分相關，因為兩者行為類似，卻沒有對埃及政府出手，且普遍民眾認為此一戰爭的代價會大於伊拉克戰爭，甚至使美國本土遭化武恐怖攻擊。

## 各地抗议

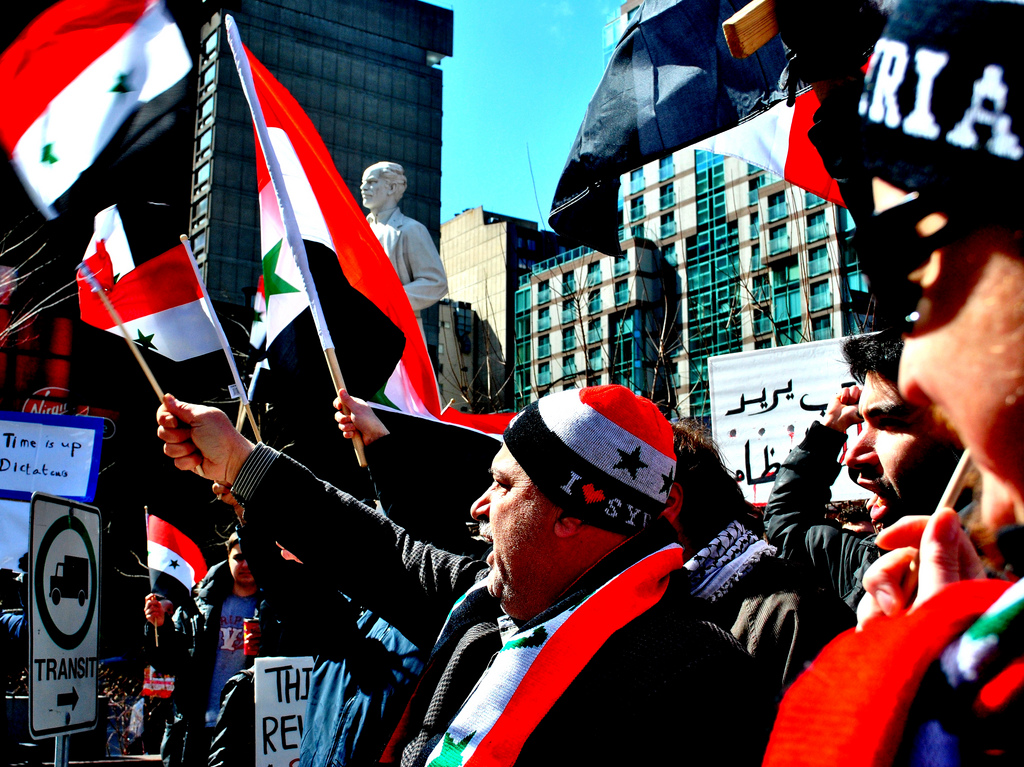
2011年3月27日位于加拿大蒙特利尔的叙利亚人举行的反政府示威活动

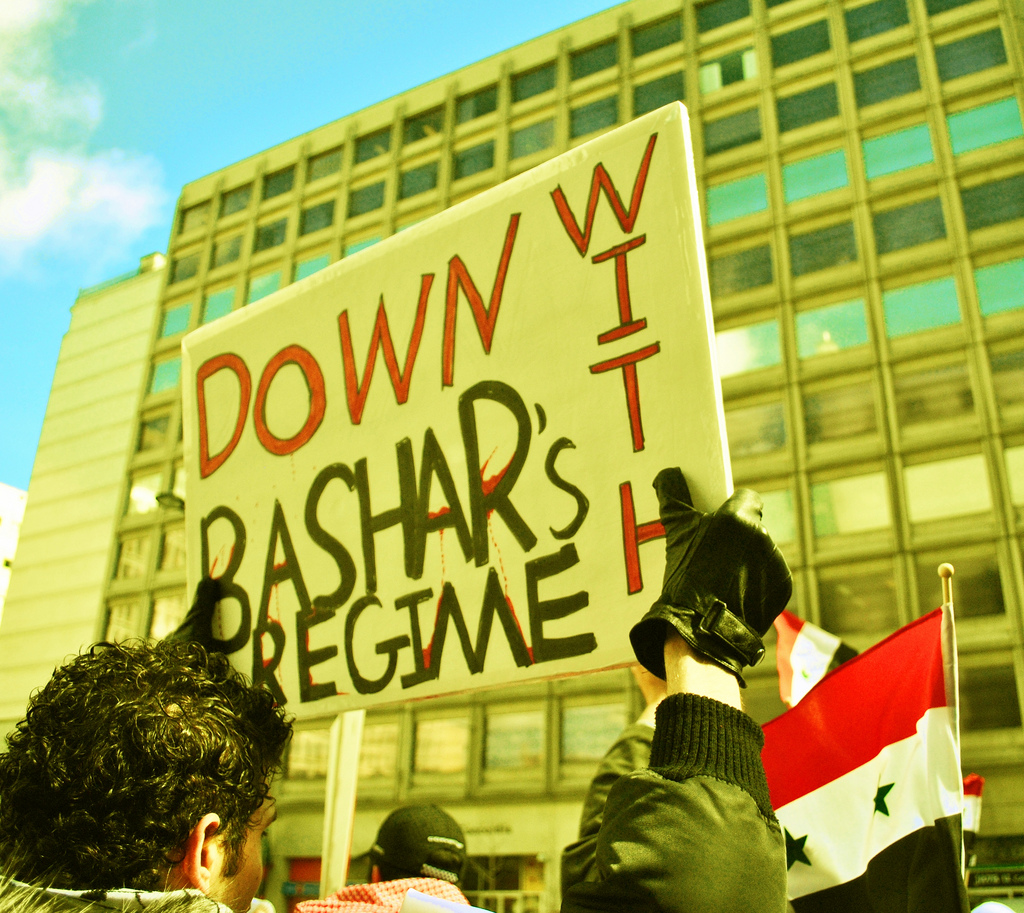
示威人群高举要求巴沙尔·阿萨德下台的标语

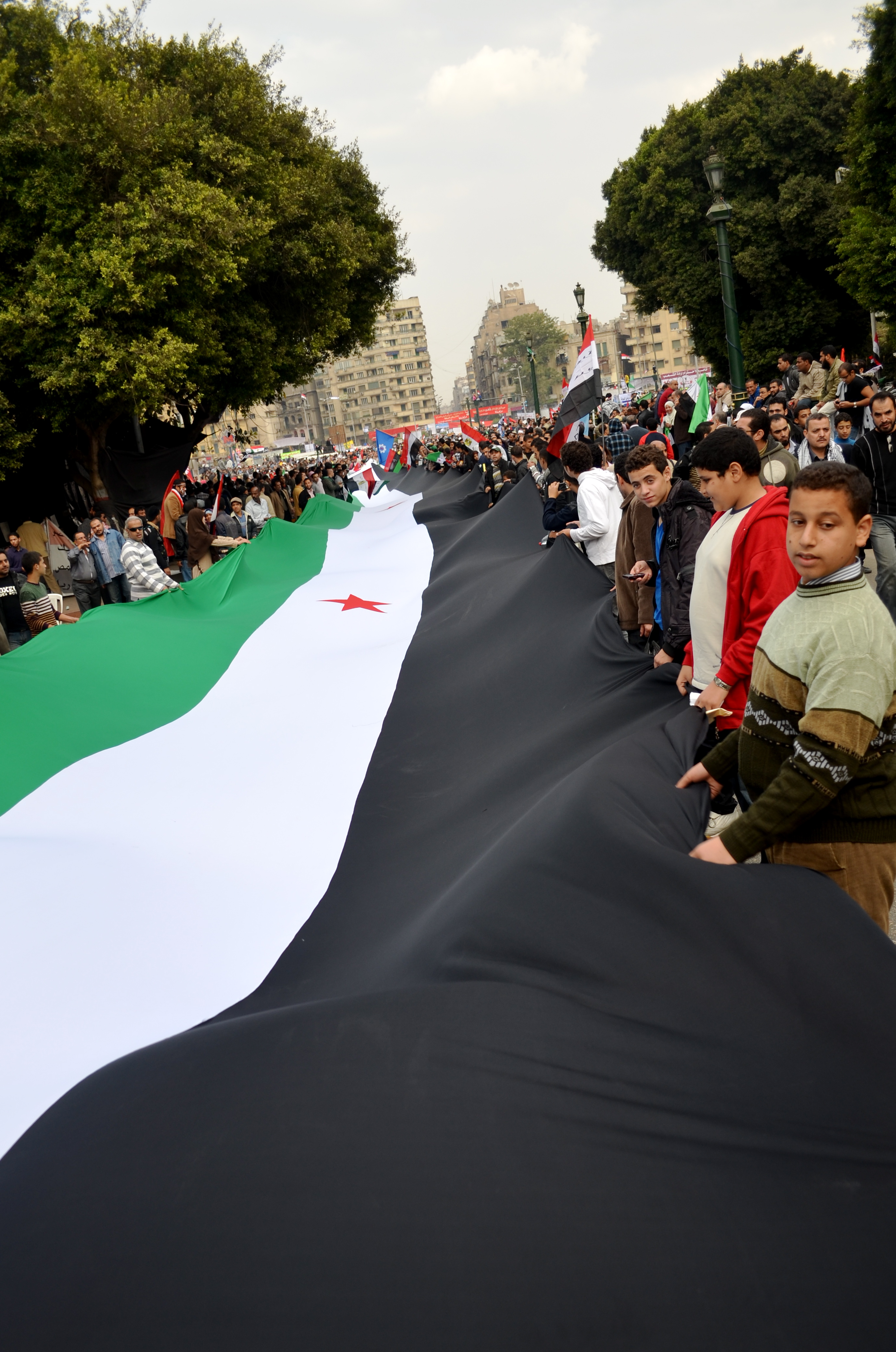
位于开罗的埃及人拉着一幅大的1932版叙利亚国旗以表达他们对叙利亚示威者的支持，2011年11月18日

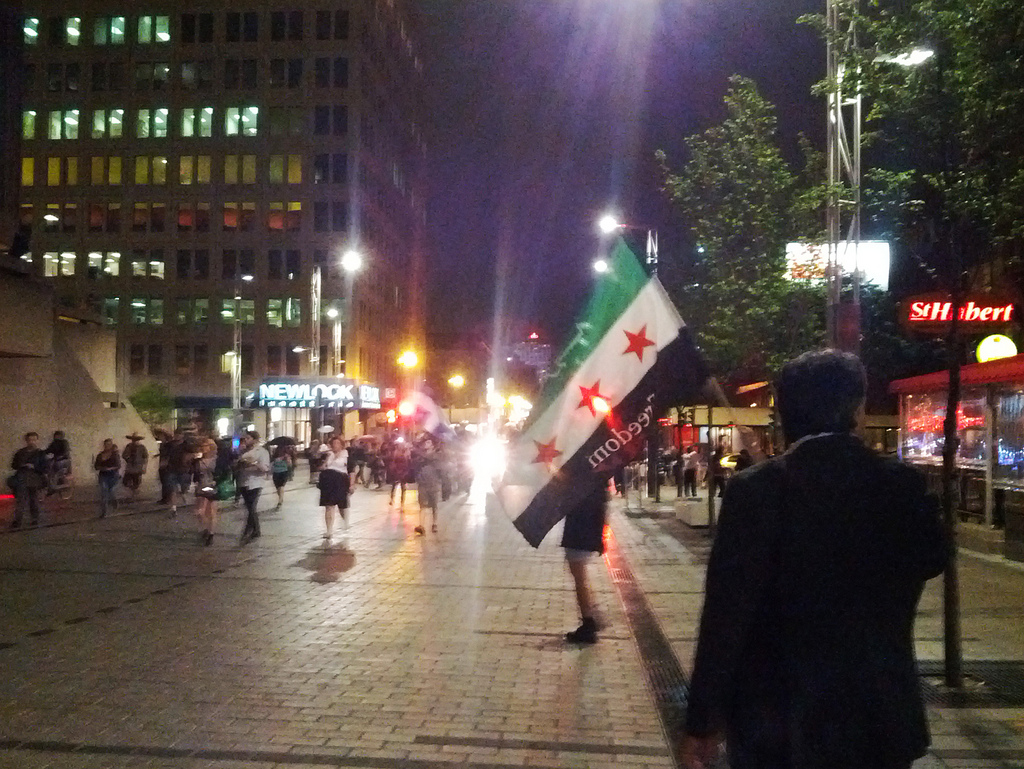
2012年5月27日，位于加拿大蒙特利尔的叙利亚人社区举行的反巴沙尔·阿萨德示威，所用旗帜已变为1932年版，即叙利亚反对派旗帜

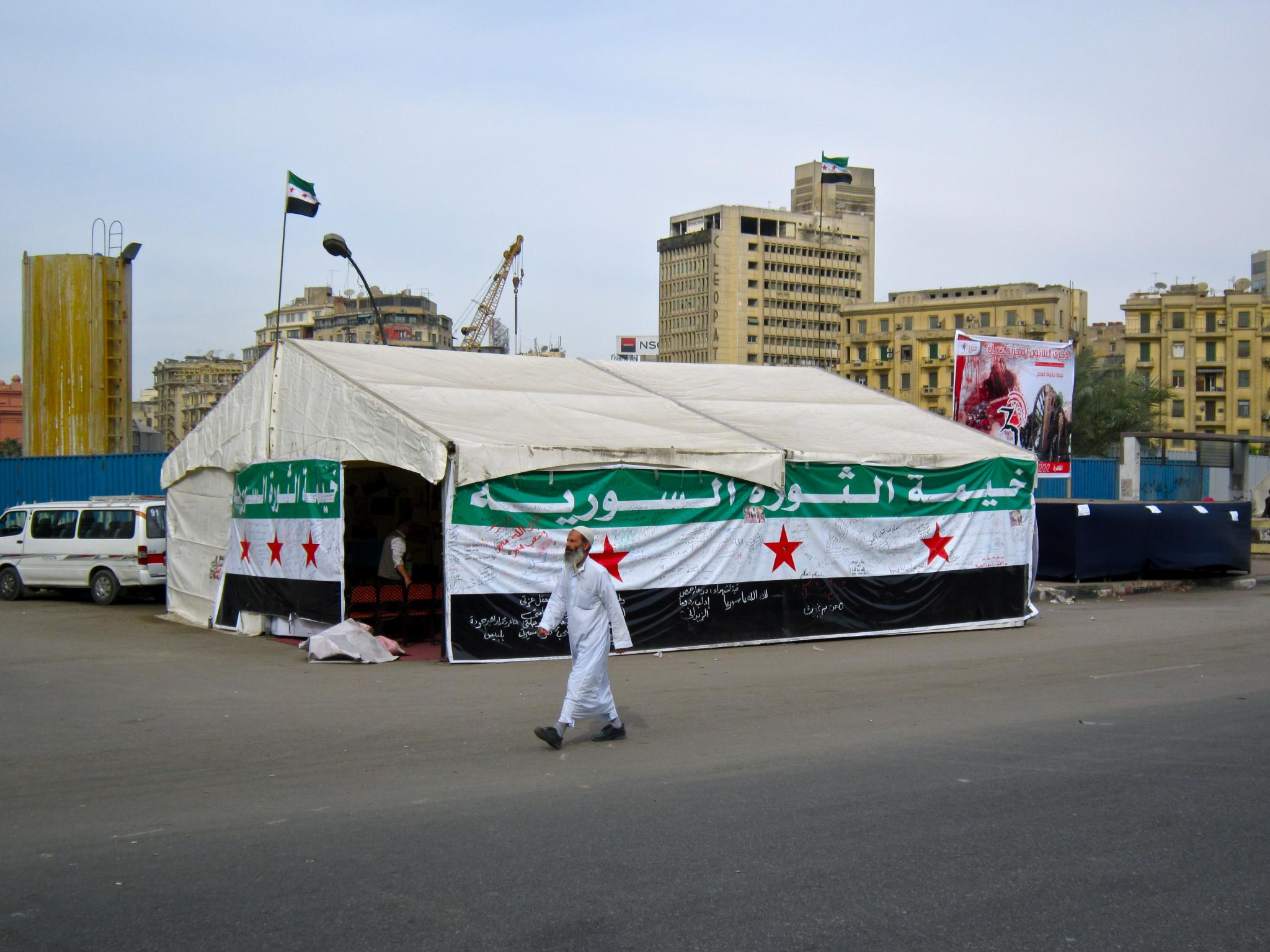
埃及开罗的叙利亚反对派支持者的一个帐篷。

2012年8月5日，澳大利亚，数百名政府支持者在悉尼集会，高举英文和阿拉伯文标语支持总统巴沙尔·阿萨德和叙利亚阿拉伯军队。抗议者指责媒体报道歪曲了叙利亚局势，并倾向反对派一方。